# Vlag van Aude

Vlag van Aude

De vlag van Aude is de niet-officiële vlag van het Franse departement Aude. Net als de meeste andere departementen van Frankrijk heeft Aude geen officiële vlag, maar wordt de hier rechts afgebeelde vlag op niet-officiële wijze gebruikt. De vlag is afgeleid van het wapen van dit departement.
De vlag bestaat uit een rood veld met een gouden Occitaanse kruis, met een witte gekanteelde rand.
Het ontwerp toont die van de voormalige provincie Languedoc, met een gekanteelde rand om te herinneren aan de wallen van de hoofdplaats Carcassonne en de Kathaarse kastelen. De vlag is geïnspireerd op het ontwerp van het wapen dat in 1950 is voorgesteld door Robert Louis.
Naast deze vlag is er een logovlag in gebruik.

Vlag van Languedoc
Logovlag